# 新港路街道
新港路街道，是中国上海市虹口区下辖的一个已经撤销的街道办事处，撤销前辖境东到大连路，与杨浦区相邻；南至昆明路、唐山路，与提篮桥街道相接；西至高阳路沿周家嘴路到安国路、飞虹支路、沙虹路，与嘉兴路街道为邻；北靠四平路，与欧阳路街道为界。面积1.75平方公里，户籍人口103825人，常住人口约10万人，辖有26个居委会。2006年，街道办事处迁址天宝路868号。2009年撤销，其辖区分别划入四川北路街道、提篮桥街道和嘉兴路街道。